# A pan y agua

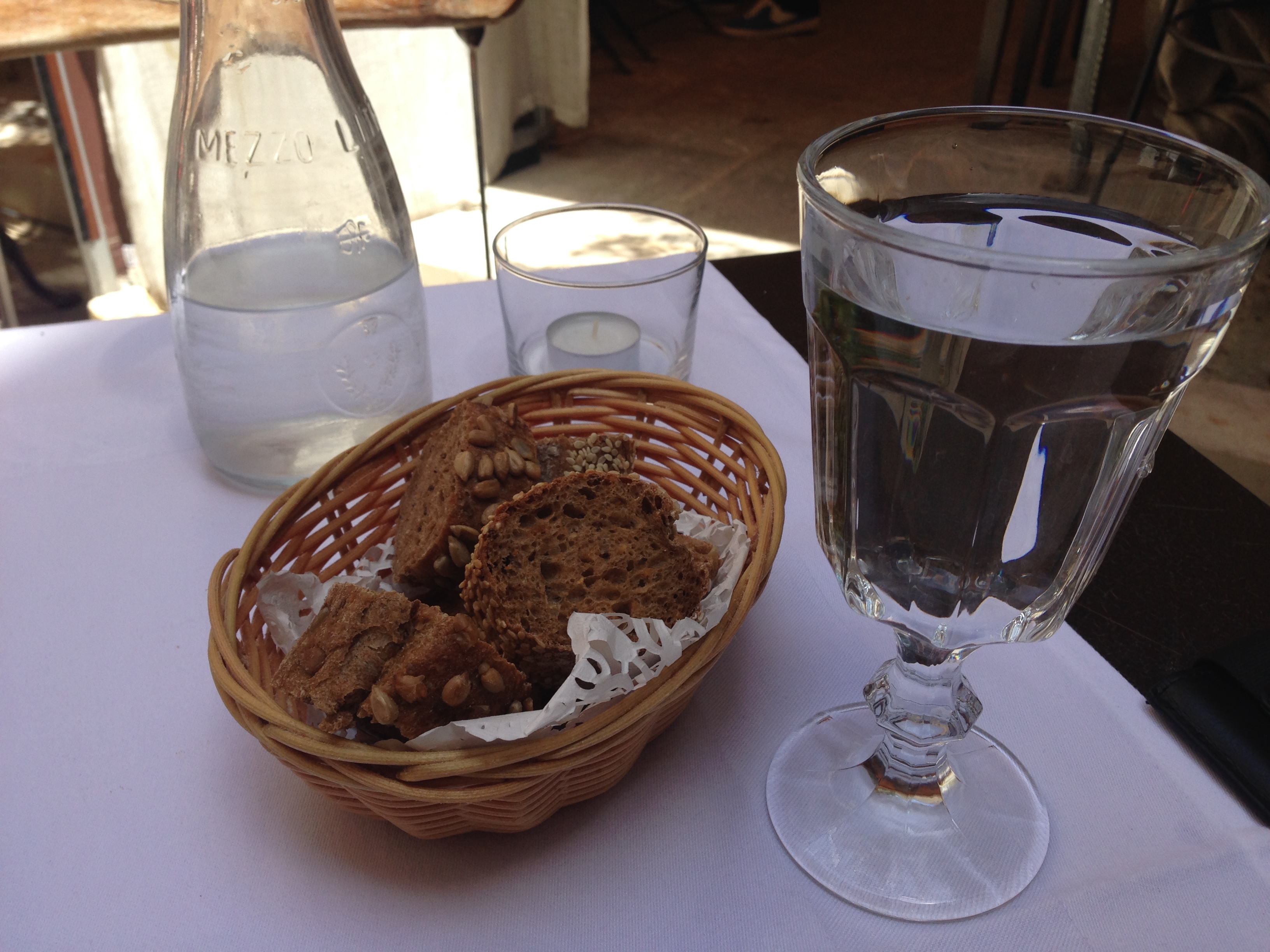
Dieta de pan y agua

A pan y agua es una expresión coloquial que se utiliza para indicar castigos de prisión muy duros, mal trato y también para subrayar grandes dificultades económicas. Se utiliza en las formas: "Tener a pan y agua", "Poner a pan y agua", "Vivir de pan y agua" .

## Origen
El origen de la expresión se remonta a un tipo de alimento a los límites de la supervivencia utilizado en la Edad Media como forma de castigo en prisión y hasta el siglo XIX en los barcos. El aspecto relevante a destacar se refiere tanto a la privación de alimentos como al ahorro económico obtenido en las comidas de los presos . Esta alimentación también fue una de las causas de la fácil propagación de enfermedades dentro de las estructuras penitenciarías, tanto es así que durante el siglo XIX hubo propuestas para integrar las comidas dando a los presos también una ración de vino aguado, para suministrar los nutrientes que faltaban.

## Aportación vitamínica
Es muy poco aconsejable, aunque no imposible, que pueda vivirse hasta seis meses con una dieta de pan y agua. Algunos rellenos de verduras también ayudarían, aunque probablemente se podrían pasar seis meses sin comer verduras (pero con muchas deficiencias de vitaminas y acumulando algunos problemas de salud importantes). No hace falta mucha variedad, pero se necesitan ciertos componentes para una dieta de subsistencia.
Ambos elementos de esta dieta de hambre por separado. El único líquido que necesitamos para seguir con vida es el agua. Beber líquidos como la leche es bueno porque aportan fuentes añadidas de proteínas y energía. Lo esencial que hace falta de los alimentos es el suministro de energía. Simplemente para sobrevivir, es necesario consumir al menos 1.500 calorías al día (puede ser más). Comiendo menos de estas calorías empieza a perderse peso. Una barra de pan aportaría unas 1.500 calorías al día, por lo que posiblemente se podrían satisfacer las necesidades calóricas. Pero no es una buena fuente de proteínas, y existe el riesgo de que también se empiecen a romper las reservas de proteínas para proporcionar energía adicional.